# Mỹ Thạnh Trung
Mỹ Thạnh Trung là một xã cũ thuộc huyện Tam Bình, tỉnh Vĩnh Long, Việt Nam.

## Địa lý
Xã Mỹ Thạnh Trung có diện tích 9,00 km², dân số năm 1999 là 11.886 người, mật độ dân số đạt 1.321 người/km².

## Hành chính
Xã Mỹ Thạnh Trung được chia thành 11 ấp: Bằng Tăng, Cây Bàng, Mỹ Hưng, Mỹ Phú 2, Mỹ Phú 3, Mỹ Phú 4, Mỹ Phú Tân, Mỹ Quới, Mỹ Thành, Mỹ Trung 1, Mỹ Trung 2.